# (6647) Josse
(6647) Josse (1991 GG5) – planetoida z pasa głównego asteroid okrążająca Słońce w ciągu 3,28 lat w średniej odległości 2,21 j.a. Odkryta 8 kwietnia 1991 roku.